# Hans Christian Petersen
Pour les articles homonymes, voir Hans Petersen.
Hans Christian Petersen, né le 11 août 1793 à Kristiansand et mort le 26 septembre 1862 à Christiania (aujourd'hui Oslo), est un homme d'État norvégien. Il est de facto  premier ministre de Norvège de 1858 à 1861 durant l'union personnelle de la Suède-Norvège.

## Biographie

### Jeunesse
Hans Christian Petersen naît le 11 août 1793 à Kristiansand. Hans Christian Petersen grandit dans la ville la plus méridionale de Christianssand et obtient son diplôme de l'école de la cathédrale locale en 1810. Il étudie le droit à l'université de Copenhague et y obtient son diplôme de droit le 14 janvier 1814, le jour de la signature du traité de paix de Kiel, mettant ainsi fin à quatre cents ans d'union entre le Danemark et la Norvège. Petersen veut maintenant rentrer chez lui pour participer à la lutte pour l'indépendance, mais la route maritime est bloquée et, sur le territoire suédois, on lui demande de prêter serment d'allégeance au roi de Suède. Avec plusieurs autres personnes - dont sa future épouse - il traverse en bateau à rames vers la Suède, avant de continuer par voie terrestre vers Christiania déguisé en cocher.

### Début de carrière
En avril 1814, Petersen devient magistrat suppléant à Kragerø. Il est ensuite chargé du secrétariat du Commissariat à la conscription navale avant de devenir greffier à la nouvelle Cour suprême de Norvège en juin 1815. En 1817, Petersen obtient sa licence d'avocat et il peut diriger un cabinet juridique lucratif pendant les vingt années suivantes. À partir de 1821, il est avocat à la Cour de destitution, défendant entre autres les conseillers d'État Thomas Fasting (1821) et Jonas Collett (1827) et le Premier ministre Severin Løvenskiold (1836).
Petersen est un avocat éloquent, ce qui est également lié à son expérience en tant qu'acteur dans la société dramatique norvégienne jusqu'en 1827. Il parle couramment le latin. Dans son manuel de 1844, l'auteur Henrik Wergeland utilise des extraits des discours de défense de Petersen à la Cour de destitution comme exemples d'une éloquence "à la limite de la poésie".
À partir de 1828, Petersen est avocat pour le département de la Banque de Norvège à Christiania, et de 1830 à 1834, il est procureur général par intérim - une fonction qu'il quitte en raison d'un désaccord sur le salaire. Il mène ensuite des procès individuels pour des ministères jusqu'en 1837. Après avoir défendu le Premier ministre Løvenskiold lors de poursuites pour des mises en accusation en 1836, on lui propose de rejoindre le gouvernement, mais il refuse. Il accepte plutôt la nomination de gouverneur de comté diocésain à Christiania. 

### Conseiller
Deux ans plus tard, Petersen accepte de devenir conseiller d'État dans le gouvernement du Second Wedel (1836-1844), et est nommé chef du ministère de la Marine en octobre 1839. À l'exception de deux périodes passées à la division du Conseil d'État norvégien à Stockholm, il est chef du ministère de la Marine pendant le reste de cette période.
Sous le gouvernement Løvenskiold/Vogt (1844-1856), Petersen alterne entre le service à la division du Conseil d'État à Stockholm et la responsabilité de chef des ministères de la Marine, de la Justice, de l'Intérieur et de l'Armée.
Pendant le gouvernement Vogt (1856-1858), Petersen alterne entre le service au Conseil d'État de Stockholm et les ministères de l'armée de terre, de la marine et de la justice. Début décembre 1858, il succède à Jørgen Vogt comme premier ministre à Christiania.
Pendant le gouvernement Sibbern/Birch/Motzfeldt (1858-1861), Petersen continue à être le premier ministre de Christiania. Il alterne désormais entre les responsabilités de chef des ministères de la justice, de la marine et de l'audit. 

### Égalité
Petersen est l'un de ceux qui influencent le roi Oscar Ier à accorder à la Norvège un statut plus égalitaire dans l'union avec la Suède, mais après l'adhésion du roi Carl XV en 1859, il a du mal à coopérer avec le monarque. Après que le roi ait exprimé son mécontentement quant au rôle de Petersen dans le débat sur une nouvelle commission d'union, Petersen présente sa démission et quitte le gouvernement en décembre 1861. 